# Henry Egerton
Pour les articles homonymes, voir Egerton.
Henry Egerton (10 février 1689 - 1er avril 1746) est un membre du clergé britannique de la famille Egerton. Il est évêque de Hereford entre 1723 et sa mort en 1746 . 

## Biographie
Il est un fils cadet de John Egerton (3e comte de Bridgewater), de sa deuxième épouse, Lady Jane, fille de Charles Paulet (1er duc de Bolton). Scroop Egerton, 1er duc de Bridgewater, est son frère aîné. Il fait ses études à Eton (1706-1707) et New College, Oxford, inscrit en 1707. Il étudie le droit civil à Oxford, diplôme BCL en 1712 et DCL en 1717 . 
Il est ordonné diacre en 1712 à Christ Church, Oxford, puis prêtre et présenté à deux bénéfices ecclésiastiques de la famille dans les villages de Yorkshire de Dunnington et de Settrington. En 1716, il devient chanoine de la Christ Church. Il échange ses paroisses du Yorkshire contre deux autres postes dans le nord du Shropshire, Whitchurch et Myddle. Il devient également adjoint du greffier du cabinet en 1719 et quitte ce poste en 1723, après avoir été recommandé pour le poste vacant d’évêque de Hereford par Edmund Gibson, évêque de Londres et conseiller ecclésiastique en chef de Robert Walpole. Il est consacré au palais de Lambeth le 2 février 1724. Il est autorisé à conserver les revenus du Shropshire en plus de l'évêché jusqu'à sa mort. Il est nommé secrétaire du greffier du cabinet en 1737, poste qu'il occupe jusqu'à sa mort en 1746 . 

## Famille
Il épouse le 18 décembre 1720 Lady Elizabeth Adriana, fille de Hans Willem Bentinck (1er comte de Portland). Leur fils, le très révérend John Egerton devient évêque de Durham et est le père des septième et huitième comtes de Bridgewater. Il meurt en avril 1746. Lady Elizabeth lui survit près de vingt ans et meurt en 1765 . 
Henry Egerton et Elizabeth Adriana Bentinck ont six enfants: 
- John Egerton, évêque de Durham
- William Egerton (homme politique) (en), député de Brackley
- Henry Egerton
- Lieutenant-colonel Charles Egerton
- Francis Egerton
- Anne Egerton